# Glosar de jurnalism
Prezentul glosar de jurnalism conține termeni din domeniile: mass-media, publicitate, reportaj, comunicare.

## A
- advertorial - hibrid între publicitate și jurnalism întâlnit mai ales în reviste; clientul plătește echipa editorială să scrie un articol care prezintă produsul în stilul acelei reviste, în speranța de a induce asupra acelui produs/serviciu valorile revistei.
- afiș - înștiințare imprimată, expusă public, prin care se dau informații în legătură cu o activitate, un produs, un producător, etc. sau se anunță o manifestare artistică, competiție sportivă, activitate artistică și de divertisment.
- agendă - subiectele, problemele pe care un jurnalist, o publicație, o instituție media le consideră importante și relevante pentru a fi acoperite sau discutate în știri sau în conținutul editorial; vezi și setarea agendei.[necesită citare]
- agent de publicitate - persoană angajată de o firmă comercială pentru a face reclamă mărfurilor acesteia.[necesită citare]
- agenție de știri - organizație sau entitate care are ca principală activitate colectarea, procesarea și distribuirea de informații și știri către mass-media și alte organizații sau instituții interesate.
- airplay - termen tehnic utilizat în industria radio pentru a desemna frecvența cu care este prezentată pe un post de radio o melodie.[necesită citare]
- anunț -  înștiințare (scrisă, difuzată prin afișare sau prin intermediul mass-media), prin care se face cunoscut ceva publicului.[necesită citare]
- articlier - (termen învechit, ironic) ziarist care scrie articolul de fond; columnist.[necesită citare]
- articol (de presă) - formă de jurnalism scris, publicat în ziare, reviste, site-uri de știri și alte publicații, care are ca scop furnizarea de informații și analize despre evenimente, probleme sau subiecte de interes public.[necesită citare]

- articol de fond - articol care se concentrează pe o analiză mai profundă a unui subiect decât un simplu raport de știri; poate fi: articol de cercetare, profile de persoane, interviu și alte forme de jurnalism de investigație; vezi și editorial.
- articol de opinie - articol care este o formă de comentariu scris în care autorul exprimă o idee subiectivă sau o analiză a unui subiect sau eveniment.
- articol publicistic - tip de scriere specific presei și jurnalismului, destinat informării, educării și influențării opiniei publice; combină elemente de informare cu opinii și analize, abordând subiecte de interes public într-un mod accesibil și atractiv pentru cititori.
- articol științific -  document scris care prezintă rezultatele unui studiu⁠(d) sau cercetare științifică; este publicat de regulă într-o revistă științifică într-un stil standardizat.

- audimetru - dispozitiv care monitorizează canalul pe care este setat un televizor.[necesită citare]

## B
- banner - modalitate de realizare a publicității stradale printr-o bucată mare de pânză sau de material plastic, așezată pe o clădire sau deasupra unei străzi importante, pe care se află un slogan, o reclamă, un desen etc.
- bihebdomadar - (publicație) care apare de două ori pe săptămână; bisăptămânal.
- bilunar - vezi bimensual.
- bimensual - (despre publicații) care apare de două ori pe lună; bilunar.
- bimestrial - publicație care se produce sau care apare din două în două luni.
- birou de presă - reprezentant sau agenție de relații publice a unei organizații care gestionează întrebările și cercetările mass-media și pune la dispoziția acesteia comunicate de presă în numele organizației.
- bisăptămânal - vezi bihebdomadar.
- breaking news⁠(d) - știre (sau buletin de știri) care reflectă evenimente recente sau în curs de desfășurare și a cărei prezentare necesită întreruperea programului de emisie.
- buletin de știri - program sau un segment de știri care este difuzat la intervale regulate de timp (de obicei zilnic sau săptămânal) și furnizează o recapitulare a evenimentelor și problemelor actuale.
- buzzword - cuvânt sau o expresie la modă care este utilizată frecvent în articole, reportaje și alte forme de comunicare mass-media pentru a atrage atenția, a transmite rapid informații complexe și a rezonează cu audiența; este adesea folosit pentru a face titlurile și articolele mai atractive și pentru a reflecta tendințele și preocupările actuale ale societății.

## C
- caleidoscop - rubrică într-o publicație periodică, emisiune la radio sau la televiziune etc. cu un conținut extrem de variat.
- campanie de presă - efort coordonat pentru a obține atenția și sprijinul mass-mediei în promovarea unui anumit subiect, eveniment sau cauză.
- canal de știri - stație de televiziune, radio sau publicație care se concentrează pe furnizarea de știri și informații actuale într-o manieră continuă, 24 de ore pe zi, 7 zile pe săptămână, pentru a oferi publicului un flux constant de informații și pentru a acoperi subiecte și evenimente importante la nivel local, național și internațional.
- comunicat de presă - document emis de o organizație sau companie pentru a furniza informații de presă pentru a face cunoscute evenimentele, activitățile sau declarațiile importante ale organizației respective către publicul larg și mass-media.
- consum mediatic – cantitate de informație primită și timpul de interacțiune petrecut de o persoană în spațiul media.

## D
- day time - perioadă de timp care corespunde, în cazul unui post de radio sau unui canal de televiziune, unei zile, de dimineață până la tranșa orară de maximă audiență.
- dezbatere publică - proces de discuție și schimb de opinii asupra unor subiecte de interes general sau controversate, în care participanții își exprimă punctele de vedere și argumentele lor pentru a influența opinia publicului și a contribui la formarea unei înțelegeri comune asupra acelei teme; poate avea loc prin: evenimente live, emisiuni de radio și TV, articole de presă și editoriale, forumuri online⁠(d) și rețele sociale, întâlniri publice și conferințe.
- distorsionare a adevărului - prezentare a informațiilor într-un mod care poate fi considerat inexact sau înșelător, fie prin omisiunea unor detalii importante, fie prin prezentarea unor informații care sunt falsificate sau distorsionate și aceasta din dorința de a atrage cititorii sau de a influența opiniile publice.
- drept la replică – posibilitate oferită unei persoane sau organizații care face subiectul unui articol de a-și expune propria perspectivă asupra problemei sau a evenimentului prezentat.

## E
- echilibru – prezentarea rațională și echidistantă a mai multe puncte de vedere în raport cu informația media; recunoașterea că nu toate părțile sunt de acord cu acțiunea, evenimentul sau conceptul abordat.

- echilibru fals - bias cognitiv care în mass-media se caracterizează prin faptul că jurnaliștii încearcă să ofere o acoperire echilibrată a subiectelor de dezbatere, prezentând argumentele pro și contra în mod egal, fără a face o analiză critică a validității acestora.

- echo chamber, efectul ~ -  situația în care o persoană se izolează într-un mediu informațional în care doar anumite idei, opinii sau perspective sunt repetate sau amplificate, fără a fi expusă la opinii divergente sau informații contradictorii, astfel că persoana devine convinsă de propria perspectivă și mai puțin deschisă la idei sau informații noi.
- editorial - articol de fond care conține opinii și comentarii ale editorilor sau ale echipei redacționale a publicației cu privire la un subiect specific, oferind o poziție oficială a publicației sau a editorului cu privire la subiectul respectiv și pentru a încuraja cititorii să adopte o atitudine legătură cu acesta.
- eveniment -  fapt sau o situație care este demnă de a fi acoperită de către jurnaliști și prezentată publicului într-un mod adecvat; evenimentele pot fi de diferite tipuri, cum ar fi politice, economice, culturale, sociale sau sportive și pot fi locale, naționale sau internaționale.
- expunere mediatică - prezența și acoperirea unui subiect, unei persoane, unui eveniment sau unei organizații în mass-media, fiind măsura în care subiectul devine vizibil și accesibil publicului.

## F
- filmare principală - etapa centrală a procesului de creare a unui material video, cum ar fi un reportaj, un documentar sau un segment de știri, după care materialul brut trece printr-un proces de editare și post-producție pentru a crea produsul final difuzabil.
- flux de știri - secvență continuă de informații actualizate care sunt transmise sau difuzate către public într-un mod constant și în timp real de la diferite surse, cum ar fi agenții de știri, organizații media, site-uri web, rețele de televiziune sau radiodifuziune.

## I
- impact - efectul pe care un articol, reportaj sau investigație îl are asupra publicului, asupra societății sau asupra subiectului tratat; este evaluarea modului în care o poveste sau o acțiune jurnalistică schimbă sau influențează opinii, comportamente sau situații.
- imparțialitate - principiul de a furniza informații fără a adăuga propria opinie sau influență, prin furnizarea unei imagini echilibrate și obiective a subiectului dezbătut, fără a favoriza o anumită parte sau punct de vedere.
- informație - faptele, datele sau evenimentele relevante și semnificative care sunt colectate, verificate și prezentate publicului într-un mod clar, precis și imparțial.
- interviu - conversație între un jurnalist (intervievator) și o persoană (intervievat) cu scopul de a obține informații, perspective sau opinii relevante pentru un articol, reportaj, emisiune sau alt material media.
- investigație - tip de reportaj care implică o cercetare extinsă și profundă a unui subiect, cu scopul de a dezvălui informații noi, relevante și adesea sensibile sau controversate pentru public.
- invitat permanent - persoană care apare în mod regulat în cadrul unei emisiuni de televiziune, radio sau alt format media, de regulă nefiind membru al echipei de producție; contribuie la crearea unei identități pentru emisiune și poate contribui la atragerea unui public fidel, datorită prezenței sale constante și expertizei în domeniul care se tratează.

## J
- jumătate de adevăr - tactică de manipulare a informațiilor în care sunt prezentate doar aspectele sau detalii care susțin o anumită perspectivă sau agendă, ignorând sau distorsionând alte aspecte relevante pentru a crea o percepție distorsionată sau incompletă a unei situații sau subiecte.
- jurnalist – persoană angajată pentru scrierea sau redactarea știrilor la un ziar, online, la o companie de radio sau televiziune.

- jurnalist civic - persoană activă social, cu interes pentru viața publică, care utilizează resurse media pentru a oferi cetățenilor știri, informații și opinii pe site-ul său personal; astfel se diversifică sursele de acces la informație al cetățenilor și se contribuie la consolidarea democrației participative.
- jurnalist de investigație - jurnalist specializat în conducerea de investigații profunde și riguroase pentru a descoperi informații noi și relevante care sunt adesea ascunse sau necunoscute publicului, pentru a dezvălui probleme importante, cum ar fi corupția, abuzurile de putere, activități ilegale sau nefaste, și pentru a aduce la lumină subiecte care ar putea afecta societatea sau indivizii în mod semnificativ.

## L
- Lead – primul paragraf al unui articol de presă, care concentrează cele mai importante informații: cine, ce, când, unde, de ce și cum. Rolul său este de a atrage cititorul și de a-i oferi rapid contextul esențial. [1]
- lider de opinie - persoană care are o influență semnificativă asupra modului în care alții gândesc, simt sau acționează în legătură cu anumite subiecte, probleme sau politici, impact care poate fi exercitat prin diverse canale, inclusiv mass-media tradițională, rețele sociale, publicații de specialitate sau participări în dezbateri publice.
- live –  înregistrare video autentică, creată pe viu, în situații obișnuite și adeseori de către oameni obișnuiți, de regulă fără decor și scenarii complicate, care este transmisă în timp real.

## M
- magazin - emisiune sau publicație periodică (ilustrată) cu material din domenii variate sau dintr-un anumit domeniu.
- mass-media - ansamblul mijloacelor și modalităților tehnice moderne de informare și influențare a opiniei publice, cuprinzând radioul, televiziunea, presa scrisă, editurile, internetul (new media) etc.
- monitorizare - practica de a urmări și de a înregistra activitatea mass-mediei pentru a monitoriza acoperirea subiectelor de interes public și pentru a evalua modul în care diverse teme sunt prezentate și tratate de către mass-media; conține aspectele: evaluarea acoperirii mediatică, identificarea subiectelor de interes public, detectarea disfuncțiilor și abuzurilor în mass-media, evaluarea impactului și eficacității.
- multiplexare - metodă prin care mai multe semnale analogice sau fluxuri de date digitale sunt combinate într-un singur semnal și transmise prin intermediul unui singur canal.

## N
- nosism - stil de scriere care este folosit în special în comunicatele de presă, articolele de presă și în alte materiale de marketing și publicitate, care constă în utilizarea pronumelui "noi" pentru a se referi la organizația sau compania în care jurnalistul sau comunicatorul lucrează, astfel încât să creeze o legătură mai personală cu cititorii sau cu publicul țintă; altă denumire: plural editorial.
- număr de apariție – identificatorul unic imprimat pe fiecare copie dintr-o ediție a unei publicații tipărite și/sau a ediției sale digitale și care se regăsește în toate actele necesare efectuării verificării cifrelor de difuzare.

## O
- oficios - (despre publicații, comunicate) care reprezintă, reflectă, susține punctul de vedere al unui guvern, al unui partid, fără a avea un titlu oficial.
- opinie - formă de exprimare subiectivă care reflectă punctul de vedere personal al unui autor sau comentator cu privire la un subiect și care apare într-un articol de opinie, editorial sau într-un comentariu și sunt de obicei diferite de simplele rapoarte de știri care se concentrează pe fapte și evenimente.

## P
- persoană publică - persoană care, datorită poziției sau activităților sale, este subiect de interes public și are o vizibilitate și o expunere semnificativă în media și în societate; exemple: politicieni, oameni de afaceri, personalități media și celebrități, activiști și lideri de opinie.
- plural editorial - vezi nosism.
- popularitate - măsură a gradului de recunoaștere, atracție și interes pe care îl are o persoană, o emisiune, un eveniment sau o formă de divertisment în rândul publicului, măsurată prin diverse indicatori, cum ar fi ratingurile TV, audiența, numărul de urmăritori pe rețelele sociale, vânzările de bilete sau cărți și feedback-ul publicului.
- prezentator de televiziune - persoană care se ocupă de conducerea și moderarea emisiunilor de televiziune, având și rolul de a transmite informații, de a intervieva invitați sau de a facilita discuții între participanți.
- propagandă albă - formă de comunicare care își propune să influențeze opinia publică sau să promoveze anumite idei, politici sau valori, folosind informații corecte, verificabile și autentice, fără a recurge la manipulare sau la folosirea informațiilor false.

## R
- rating - estimare a numărului de telespectatori care urmăresc un anumit program TV.
- reality-show - gen de emisiune de televiziune sau radio care prezintă evenimente din viața reală, pentru a surprinde comportamentul uman autentic în diferite contexte și situații, utilizând de obicei o combinație de filmări în direct și înregistrări pre-produse.
- redacție - colectiv de redactori care lucrează la un ziar, la o revistă etc.; localul în care se găsesc birourile redactorilor unui ziar, ai unei reviste etc.
- regizor de televiziune - responsabil cu coordonarea și organizarea elementelor tehnice și creative ale producției unei emisiuni de știri, talk-show-uri sau alte programe jurnalistice, asigurând o prezentare clară și coerentă a conținutului pentru telespectatori; gestionează utilizarea camerelor, iluminatului, sunetului și graficii pentru a susține mesajul jurnalistic al producției.
- reportaj - articol jurnalistic care prezintă informații, evenimente sau povești într-un mod detaliat și contextualizat.

## S
- schelet în dulap⁠(d) - termen care se referă la informații compromițătoare sau secrete despre persoane publice, organizații sau instituții care sunt de obicei ascunse și care, dacă sunt dezvăluite, pot avea un impact negativ asupra reputației și credibilității acestora.
- segment de știri - o parte dintr-un buletin de știri sau un program de știri dedicat unui anumit subiect; exemple: știri de ultimă oră, reportaje, știri sportive, meteo, economice.
- semnal orar - emisie radio care dă ora exactă cu mare precizie, după anumite scheme de emisiune.
- setarea agendei - procesul în care anumite subiecte, probleme sau evenimente sunt aduse în atenția publicului într-un mod deliberat și constant, influențând astfel prioritățile și preocupările acestuia.
- spirala tăcerii - teorie sociologică și comunicativă ce explică modul în care opinia publică este influențată de percepția oamenilor despre majoritatea și minoritatea opiniilor din societate.
- spot publicitar - reclamă de televiziune sau la radio, care durează numai câteva secunde.
- stenografie - sistem de înregistrare rapidă a vorbirii cuiva cu ajutorul unor semne convenționale; sinonime: brahigrafie, tahigrafie.
- storyboard - prezentare ilustrată a unui spot TV, pe cadre esențiale succesive, cu adnotări privind modul de filmare, elementele audio, timpul estimat pentru fiecare cadru sau replicile personajelor.
- stringer - jurnalist, fotograf sau videograf care nu aparține unei redacții,  lucrează independent și își vinde produsele media.
- subiect - orice eveniment, problemă, cum ar fi o acțiune politică, o criză economică, un dezastru natural, o problemă socială sau o descoperire științifică⁠(d) și care prezintă importanță și relevanță pentru cititorii sau telespectatorii țintă ai publicației sau canalului de știri.

## Ș
- știri - informații despre evenimente, probleme sau subiecte actuale și relevante care sunt prezentate publicului într-un mod rapid și concis, prin intermediul articolelor, rapoartelor de știri, știrilor scurte, buletinelor de știri și alertelor de știri.

## T
- Titlu de forță – titlu scurt, concis, adesea cu tentă emoțională sau spectaculoasă, menit să capteze atenția rapid. Este folosit frecvent în presa online și tabloidă. [2]
- tiraj - numărul de exemplare în care se tipărește o carte sau o publicație periodică.

- tiraj brut – numărul de cópii preluate de editor sau de un intermediar al acestuia de la tipografie, pe bază de documente contabile.

## V
- valoare de știre - caracteristici sau calități ce fac o informație să devină știre, cum ar fi: actualitatea, proximitatea, amploarea, proeminența, conflictul și progresul.